# مائوری
مائوری‌ها، قومی از تبار پلی‌نزی هستند که در سده دهم میلادی از جزایر گرمسیر و استوایی اقیانوس آرام به جزایر معتدل نیوزیلند کوچیدند و تمدن مائوری را بنا نهادند. جمعیت این قوم در سال ۲۰۰۷ حدود ۶۰۰ هزار تن برآورده شده‌است. زبان اصلی این قوم زبان مائوری می‌باشد.

## تاریخچه
برخی منابع گزارش می‌دهند که مائوری‌ها در اوایل سده‌های میانه به نیوزیلند آمدند. روایات خود مائوری‌ها می‌گوید که آنها در اصل ساکن جزیره هاوائیکی بودند و در جستجوی غذا و خاک جدید با قایق‌های بزرگی به نام «واکا» به راه افتادند. آنها بر روی آب از دور تکه‌ای خشکی دیدند که ابری کشیده و سفیدرنگ بر فراز آن ایستاده‌است. آنها این خشکی را که بعدها نیوزیلند نامیده شد، «آئوتئاروئا» نامیدند که «سرزمین ابر کشیدهٔ سفید» معنی می‌دهد. قبایل مائوری بین خود کشمکش‌ها و درگیری‌های زیادی داشتند اما آئوتئاروئا به‌قدری بزرگ بود که برای همه جا داشت و هر گروه در منطقه‌ای ساکن شد.
در میانه‌های سده هیجدهم اروپاییان بیشتری به نیوزیلند آمده و تأثیر زیادی بر مائوری‌ها گذاشتند. از یک‌سو آوردن وسایل و ابزار جدید بر وجهه اروپایی‌ها نزد مائوری‌ها می‌افزود ولی از سوی دیگر اقدام اروپایی‌ها برای خرید زمین‌های مائوری به ازای چند گونی نمک، خشم گروه‌هایی از بومی‌ها را برمی‌انگیخت. برای رفع تنش‌های به‌وجود آمده بر سر زمین، رؤسای قبایل مائوری و نمایندگان بریتانیا در روز ششم فوریه ۱۸۴۰ پیمانی را به نام پیمان وایتانگی به امضا رساندند.
در سال ۱۸۵۶ مائوری‌ها برای نخستین بار برای خود شاهی برگزیدند به نام «شاه پوتاتائوی یکم». در پی یک رشته نبرد که بین مائوری‌ها و استعمارگران اروپایی رخ داد و به جنگ‌های مائوری معروف است سرزمین مائوری به سرزمینی ضعیف و مصیبت‌زده تبدیل شد و خاک آن حاصلخیزی خود را از دست داد. بیماری‌هایی که همراه با مهاجران اروپایی به نیوزیلند آمد و ادامه جنگ، باعث مرگ روزافزون شمار بیشتری از مائوری‌ها شد. در سال ۱۷۶۹ تنها ۱۲۰ هزار مائوری زنده باقی مانده بود و این رقم در سال ۱۸۹۶ به ۴۲ هزار نفر کاهش پیدا کرد. در سده بیستم جمعیت مائوری‌ها مقداری افزایش یافته و به حدود ۵۰ هزار نفر رسید. این تعداد در حدود ۱۲٫۲ درصد جمعیت کنونی نیوزیلند را تشکیل می‌دهند.

## اسطوره‌شناسی مائوری
«افسانه‌شناسی مائوری» و «سنتهای مائوری» دو طبقه‌بندی اصلی هستند که افسانه‌های جامعه مائوری نیوزلند را در بر می‌گیرند. آیین‌ها، باورها و جهان‌بینی جامعه مائوری بر پایه یک اسطوره‌شناسی دقیق بنا شده‌اند که از موطن آنها، پلی‌نزی سرچشمه گرفته و با شرایط جدید تطبیق داده شده‌اند.